# Церковь Бориса и Глеба (Суздаль)
Церковь святых благоверных князей Бориса и Глеба на Борисовой стороне (Борисоглебская церковь, храм в честь Иконы Божией Матери Живоносный Источник на Борисовой Стороне) — храм Владимирской епархии Русской православной церкви, расположенный в Суздале на правом берегу реки Каменки.
Построена в конце XVII, либо в середине XVIII века. Находится рядом с Музеем деревянного зодчества.
Храм действует с 2021 года. 

## История
Из «царской жалованной грамоты» епископу Суздальскому Варлааму от 1578 года видно, что на месте Борисоглебской церкви в старину существовал одноимённый монастырь «да слобода Борисова сторона». В описи города Суздаля 1617 года уже не содержатся никаких упоминаний о Борисоглебском монастыре и его слободе. По всей вероятности, это место было сожжено и разорено в период польской интервенции в Смутное время. Писцовая книга города Суздаля 1628—1629 годов отмечает: «За рекою за Каменкою монастырь Борисоглебской архиепископа Иосифа… На монастыре церковь во имя Благовещения Богородицы и другой храм Николы Чудотворца, деревянны клецки».
Дата строительства храма долго была загадкой: полагали, что он появился в 1749 году, однако по типу архитектуры — постановке восьмерика на четверик и оформлению фасадов элементами «барокко» — сооружение церкви относили к концу XVII века, а колокольни — к середине XVIII века. Однако, недавно в частной коллекции обнаружена вкладная запись в книге «Требник», отпечатанной в 1698 году: «1701 году месяца августа в 12 день, бывшаго царя и великаго князя Феодора Алексеевича, вся Великия и Малыя и Белыя России самодержца, его государыни царица и великая княгиня <Ма>рфа М<а>тфеевна пожаловала к нов<ой ……> церкови во граде Суждале на Борисове стороне в нов<…> строением преосвященным Илларионом митро<политом> суждальским и юрьевским, и она государыни п<…> книгу Требник новой в десть печати по обещанию своему, что и впредь Бога молить за их царское величество о здравии и за упокой вечно Бога молить. А подписывал по их повелению тоя же церкви диакон Петр Григорьев сын». Таким образом, церковь, которая в 1701 году названа «новопостроенной», должна была быть построена в 1700 или 1701 г. стараниями митрополита Илариона. В 2020 появилось и еще одно свидетельство: вкладная запись в Учительном Евангелии (виленское издание 1595 г., частная коллекция): «1702 года месяца августа …. Суздаля церкви Бориса и Глеба суздальцы? Петр да Василий да дьяк Петр и приходские люди, да староста церковный Спиридон…..продали мы сию книгу воскресное Евангелие села… церковному дьячку Алексею…сыну и взяли за нее деньги………подписал сию книгу дьякон Петр Григорьев сын по их прошению своею рукою.».
Церковь расположена в Заречной стороне на улице Борисова сторона и имела ещё одно название — Источниковская.
В 1923 году храм был закрыт, Суздальский музей предложил его и еще несколько церквей к сносу для использования в качестве строительных материалов (в том числе для строительства городской бани). Зимняя Никольская церковь 1718 года постройки, находившаяся несколько северо-западнее Борисоглебской церкви, была разобрана к 1937 году. Саму летнюю Борисоглебскую церковь участь сноса обошла стороной. Храм в течение нескольких десятилетий был заброшен, планировалось использовать его под склад, но в 1961 году он был отреставрирован под руководством А. Д. Варганова в рамках реорганизации Суздаля в город-музей.
В начале 2000-х годов Борисоглебский храм был передан неканонической Российской Православной Автономной Церкви, однако масштабные реставрационные работы там не начинались. 10 июня 2014 года храм был передан в пользование Владимирской епархии Русской православной церкви.
Летом 2017 года начались работы по капитальной реставрации храма, сильно обветшавшего со времен последнего ремонта. Большой вклад в реконструкцию внес известный меценат Александр Шишкин. В церкви поменяли окна, купола, подвели коммуникации, был сделан иконостас, произведена роспись и новая облицовка фасада, облагорожена прилегающая территория. 3 октября 2021 года после капитальной реставрации митрополит Владимирский и Суздальский Тихон (Емельянов) освятил обновлённый храм в честь иконы Божией Матери «Живоносный Источник».

## Архитектура
Храм из красного кирпича выстроен в нетипичном для Суздаля стиле московского барокко. К основному зданию в виде восьмерика на мощном четверике пристроены апсида и невысокая трапезная, к которой примыкает увенчанная шпилем четырёхгранная колокольня с большими проёмами в ярусах звонов. Здание храма украшено резными наличниками, пилястрами и порталом.
Внутри сохранилась роспись XVIII и XIX веков.